# Непал на Светском првенству у атлетици на отвореном 2023.
Непал је учествовао на 19. Светском првенству у атлетици на отвореном 2023. одржаном у Будимпешти од 19. до 27. августа шеснаести пут. Репрезентацију Непала представљао је 1 атлетичар који се такмичио у трци на 100 метара. , 
На овом првенству такмичар Непала није освојио ниједну медаљу нити је остварио неки резултат.

## Учесници
Мушкарци: 
- Ајуш Кунвар — 100 м

## Резултати

### Мушкарци
| Атлетичар   | Дисциплина | Лични рекорд | Предтакмичење | Предтакмичење | Квалификације        | Квалификације        | Полуфинале           | Полуфинале           | Финале               | Финале       | Детаљи |
| Атлетичар   | Дисциплина | Лични рекорд | Резултат      | Место         | Резултат             | Место                | Резултат             | Место                | Резултат             | Место        | Детаљи |
| ----------- | ---------- | ------------ | ------------- | ------------- | -------------------- | -------------------- | -------------------- | -------------------- | -------------------- | ------------ | ------ |
| Ајуш Кунвар | 100 м      | 11,01        | 11,07         | 4. у гр. 2    | Није се квалификовао | Није се квалификовао | Није се квалификовао | Није се квалификовао | Није се квалификовао | 15 / 71 (75) |        |